# 庶妃钮氏
庶妃鈕氏（亦稱為牛福晉、鈕格格），出身不詳。清朝順治帝之庶妃。

## 生平
順治年間，揚州傳聞奉旨採買淑女時，順治帝特意澄清：「太祖、太宗制度，宮中從無漢女，且朕素奉皇太后慈訓，豈敢妄行。即天下太平之後，尚且不為，何况今日」，可見鈕氏不太可能出身民籍。
目前並不清楚鈕氏是在何時被順治帝收為後宮主位，但推測鈕氏的初始位份應為格格級，並在生育後晉為小福晉級。因為順治朝的福晉級嬪御多為蒙古王公之女，而小福晉級嬪御多為八旗出身，並且曾經為順治帝生育子女。順治十七年四月二十二日丑時，生順治帝皇七子和碩純靖親王隆禧。康熙元年左右去世，同年三月初七日，內務府將「鈕格格」所遺留的使女進行分派，後葬於孝東陵。
鈕氏可被稱為牛福晉、鈕格格，原因是小福晉級庶妃在稱謂上具有不確定性 。